# В компании мужчин (фильм, 1997)
«В компании мужчин» (англ. In the Company of Men) — канадско-американская чёрная комедия режиссёра Нила Лабута, в главных ролях снялись Аарон Экхарт, Мэтт Мэллой и Стейси Эдвардс. Лабут сам написал сценарий, взяв за основу собственную пьесу. Картина стала дебютом Лабута в качестве кинорежиссёра, принеся ему премию «Независимый дух» за лучший дебютный сценарий. Мировая премьера состоялась на американском фестивале «Сандэнс» 19 января 1997 года. В кинопрокате в США с 1 августа 1997 по 8 января 1998 года.
Сюжет фильм вращается вокруг истории двух коллег-мужчин, Чеда (Экхарт) и Говарда (Мэллой), которые, разочарованные женщинами в целом, замышляют злобно поиграть с эмоциями глухой женщины-подчинённой. В «Компании мужчин» есть несколько тем, таких как ретро-сексизм и смена ролей. Примером смены ролей является то, что вначале Говард планирует с Чедом уничтожить невинную девушку, но к концу фильма Чед «уничтожает» Говарда.

## Сюжет
Двое коллег-приятелей, Чед и Говард, менеджеры среднего звена, должны отправиться в шестинедельную командировку в дальний филиал фирмы. Поездка грозила быть самой скучной из всех возможных командировок. Поэтому перед отъездом они разрабатывают план, чтобы хоть как-то себя развлечь. Вот только, обозлённые на женщин из-за неудач с ними в прошлом, они хотят не просто развлечься, а заодно отомстить всему женскому полу. Для этого решено найти женщину, влюбить её в себя одновременно, а затем расстаться с ней в одно и то же время. Чед, жестокий, склонный манипулировать людьми, двуличный и оскорбительно ведущий себя с подчинёнными, является инициатором и движущей силой схемы, в то время как Говард более пассивный и менее жестокий, что приведёт позже к конфликту.
Вскоре Чед обнаруживает подходящий объект, которым становится Кристин (Стейси Эдвардс). Она так застенчива, что носит наушники, поэтому люди, думая, что она слушает музыку, вынуждены привлекать её внимание визуально или тактильно, даже не догадываясь, что она глухая.
Тем временем, дела с проектом, который поручили возглавить Говарду, идут не так, как надо. Факс, который Чед должен был отправить в главный офис, «потерян», презентация, которую всё тот же Чед должен был доставить в главный офис, не может быть успешно выполнена из-за того, что некоторые документы неразборчивы. Эти неудачи завершаются тем, что Говарда понижают в должности, а Чед становится его руководителем.
В конечном итоге Чед добивается своего с Кристиной, и она влюбляется в него. Когда Кристин сообщает эту новость Говарду, тот рассказывает ей правду об их замысле и говорит, что любит её. Кристин потрясена откровением и отказывается верить, что Чед сделает это. Когда она сталкивается с Чедом, тот признает правду, жестоко издеваясь над девушкой, которая плачет после его ухода.
Несколько недель спустя Говард встречает Чеда у своего дома. У Чеда всё хорошо со службой, в отличие от Говарда, но того, похоже, сейчас не волнует работа. Он признаётся Чеду, что действительно любит Кристин. Чед говорит, что он выполнил план «потому что мог», и спрашивает Говарда, как он чувствует, причинив кому-то боль. Говард, который никогда ранее не делал ничего подобного, уходит, ужаснувшись. Позже он случайно встречает в банке Кристин и пытается поговорить с ней. Говард громко умоляет её выслушать его, но бесполезно.

## В ролях
- Аарон Экхарт — Чед
- Мэтт Мэллой — Говард
- Стейси Эдвардс — Кристин
- Марк Ректор — Джон
- Майкл Мартин — коллега по работе № 1
- Крис Хэйес — коллега по работе № 2
- Джейсон Дикси — интерн
- Эмили Клайн — Сьюзан

## Съёмочная группа
- Режиссёр — Нил Лабут
- Продюсеры — Марк Арчер, Стивен Певнер, Лиза Бартельс (линейный продюсер), Тоби Гафф (исполнительный продюсер), Марк Харт (исполнительный продюсер), Мэтт Мэллой (исполнительный продюсер), Джойс Пьерполин (ассоциированный продюсер)
- Сценарист — Нил Лабут (он же автор пьесы)
- Оператор — Тони Хеттингер
- Композиторы — Карел Рёссинх, Кен Уильямс
- Художник-постановщик — Джулия Хенкел
- Монтажёр — Джоэль Плотч

## Прокат
«В компании мужчин» 1 августа 1997 года был выпущен в ограниченный прокат в 8 кинотеатрах и собрал в первый день показа $100 006, причём в среднем на один кинотеатр приходилось $12 500. Всего картину демонстрировали 108 кинотеатров и в итоге она собрала $2 804 473.

## Критика
«В компании мужчин» был показан в программе «Особый взгляд» на Каннском кинофестивале 1997 года. Фильм получил очень положительные отзывы критиков. Его «сертифицированный свежий» рейтинг (англ. "certified fresh" score) на сайте Rotten Tomatoes составил 89 %, со средним рейтингом отзывов 7,9 из 10. Критический консенсус гласит: «чёрная комедия Нила Лабута — это мастерское исследование мужской незащищённости», которое усилила игра Аарона Экхарта, любящего психологические игры. На Metacritic фильм заслужил оценку 81 из 100. Персонаж Чед был также номинирован Американским институтом кинематографии на включение в список «100 лучших героев и злодеев по версии AFI», но не попал в топ-100. В список 500 величайших фильмов всех времён британского киножурнала Empire под номером 493.

## Награды и номинации
| Награда                                       | Категория                                            | Награждённый                         | Результат |
| --------------------------------------------- | ---------------------------------------------------- | ------------------------------------ | --------- |
| Кинофестиваль «Сандэнс» 1997                  | Приз режиссёру                                       | Нил Лабут                            | Победа    |
| Кинофестиваль «Сандэнс» 1997                  | Приз Большого жюри                                   | Нил Лабут                            | Номинация |
| Фестиваль американского кино в Довиле 1997    | Fun Radio Trophy                                     | Нил Лабут                            | Победа    |
| Фестиваль американского кино в Довиле 1997    | Специальный приз жюри                                | Нил Лабут                            | Победа    |
| Фестиваль американского кино в Довиле 1997    | Большой специальный приз                             | Нил Лабут                            | Номинация |
| Эдинбургский кинофестиваль 1997               | Премия Channel 4 режиссёру — Особое упоминание       | Нил Лабут                            | Победа    |
| Национальный совет кинокритиков США, 1997     | Особое признание за превосходство в кинопроизводстве |                                      | Победа    |
| Премия New York Film Critics Circle, 1997     | Лучший первый фильм                                  | Нил Лабут                            | Победа    |
| Кинофестиваль в Таормине                      | Лучший актёр                                         | Аарон Экхарт                         | Победа    |
| Кинофестиваль в Таормине                      | Лучшая актриса                                       | Стейси Эдвардс                       | Победа    |
| 1997 Международный кинофестиваль в Салониках  | Golden Alexander                                     | Нил Лабут                            | Номинация |
| 13-я кинопремия «Независимый дух»             | Лучший первый вариант                                | Нил Лабут, Марк Арчер, Стивен Певнер | Номинация |
| 13-я кинопремия «Независимый дух»             | Лучшая женская роль                                  | Стейси Эдвардс                       | Номинация |
| 13-я кинопремия «Независимый дух»             | Лучший дебют                                         | Аарон Экхарт                         | Победа    |
| 13-я кинопремия «Независимый дух»             | Лучший первый сценарий                               | Нил Лабут                            | Победа    |
| 1998 Satellite Awards                         | Специальная награда за выдающийся новый талант       | Аарон Экхарт                         | Победа    |
| Премия Chicago Film Critics Association, 1998 | Самый многообещающий актёр                           | Аарон Экхарт                         | Номинация |
| Премия Chicago Film Critics Association, 1998 | Самая многообещающая актриса                         | Стейси Эдвардс                       | Номинация |